# Armando Fizzarotti
Armando Fizzarotti (* 16. Februar 1892 in Neapel; † 15. Februar 1966 ebenda) war ein italienischer Fotograf, Filmregisseur und Drehbuchautor.

## Leben
Fizzarotti war von Hause aus Fotograf und interessierte sich zu Beginn der 1920er Jahre für das Medium Film. Recht bald, ab 1923, inszenierte er drei Filme in seiner Heimatstadt Neapel. Daneben war er auch als Drehbuchautor aktiv, spielte vor der Kamera und bediente sie für andere Regisseure. Auch nach dem Durchbruch des Tonfilmes zielten seine Filme auf das Publikum Süditaliens: meist schnell heruntergedrehte Melodramen, oft in Zusammenarbeit mit anderen Spezialisten für diese Art Filme wie Roberto Amoroso, Natale Montillo und Antonio Ferrigno. Bei den neun Nachkriegs-Filmen unter seiner Regie hatte er alle wichtigen Funktionen inne.
Fizzarotti ist der Vater des Regisseurs Ettore Maria Fizzarotti.

## Filmografie (Auswahl)
- 1923: Core ’e mamma (Regie)
- 1948: Luna rossa (Regie, Drehbuch, Schnitt, Produktionsleiter)
- 1957: Te sto aspettanno (Regie, Drehbuch)